# Chào mào vàng mào đen
Chào mào vàng mào đen, tên khoa học Rubigula flaviventris, là một loài chim trong họ Pycnonotidae. Loài này sống theo cặp vào mùa hè và mùa đông, chỉ đi theo đàn vào những ngày mưa hoặc giá rét của mùa đông để kiếm ăn và di chuyển.

## Phân loài
Có 8 phân loài được ghi nhận:

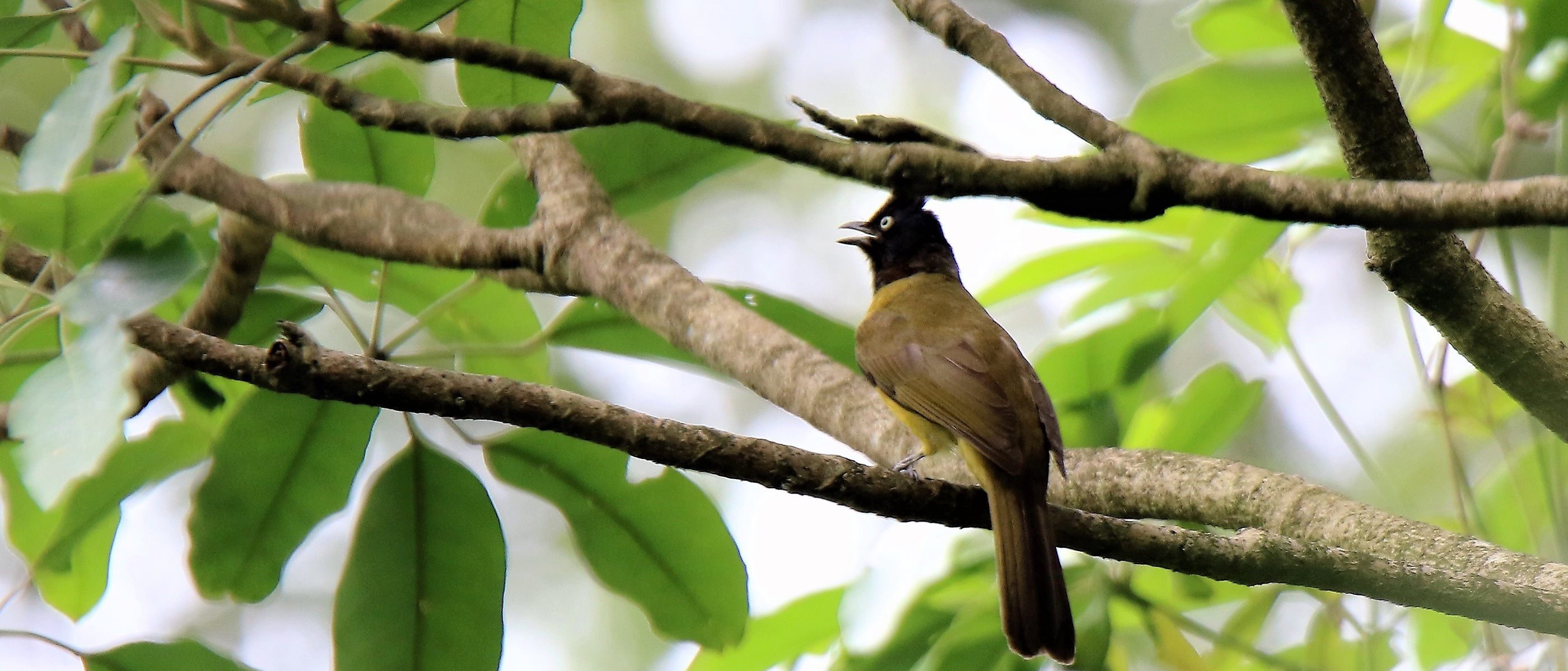
Chào mào vàng mào đen

- P. f. flaviventris - (Tickell, 1833): Found from Nepal, northern and eastern India to southern China and central Myanmar
- P. f. vantynei - Deignan, 1948: Found from eastern and southern Myanmar to southern China and northern Indochina
- P. f. xanthops - Deignan, 1948: Found in south-eastern Myanmar and western Thailand
- P. f. auratus - Deignan, 1948: Found in north-eastern Thailand and western Laos
- P. f. johnsoni - (Gyldenstolpe, 1913): Originally described as a separate species. Found in central and south-eastern Thailand, southern Indochina
- P. f. elbeli - Deignan, 1954: Found on islands off south-eastern Thailand
- P. f. negatus - Deignan, 1954: Found in southern Myanmar and south-western Thailand
- P. f. caecilii - Deignan, 1948: Found on the northern Malay Peninsula

## Tham khảo

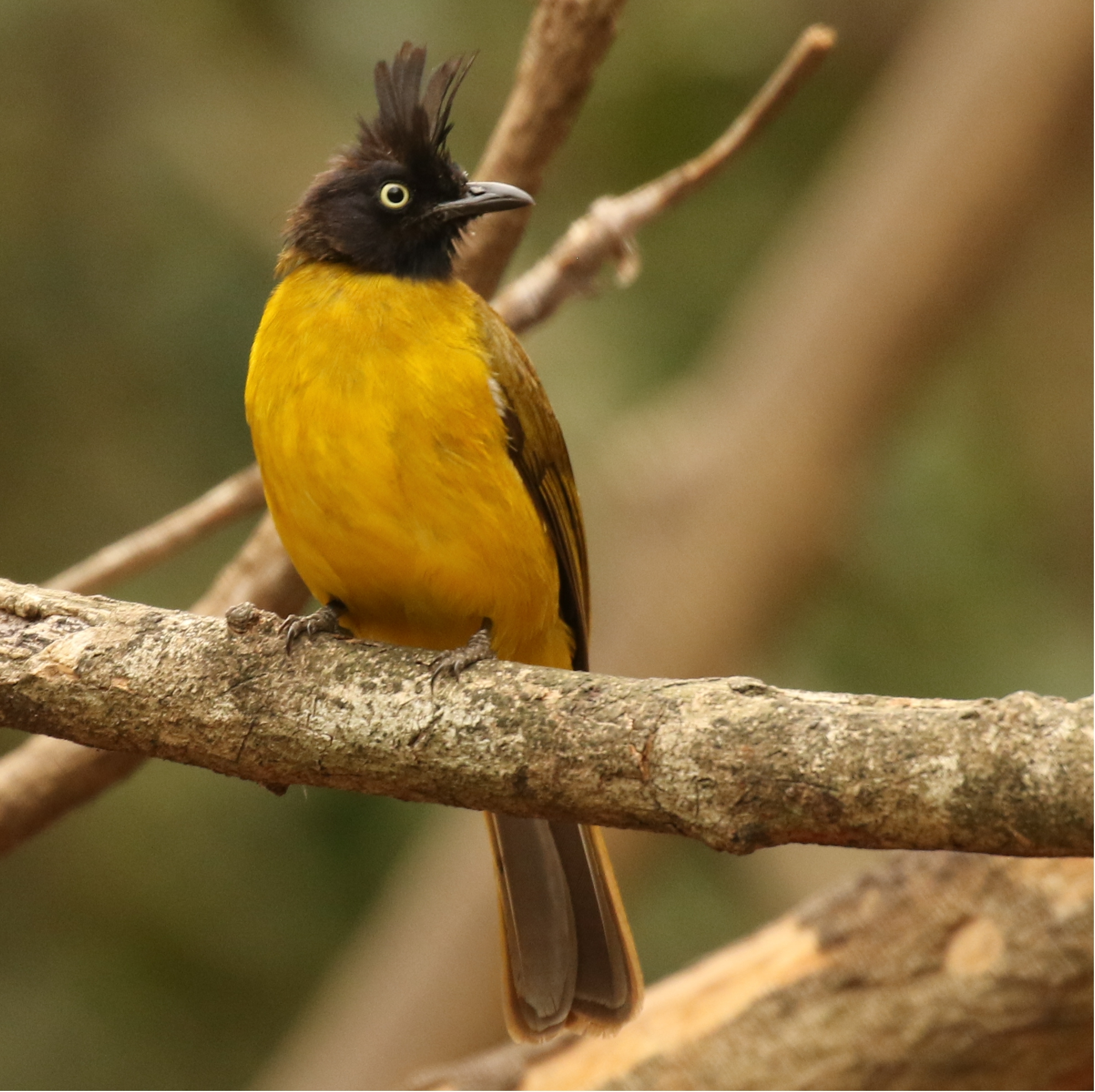
Kaeng Krachan Nat'l Park - Thailand